# Bystré (Rychnov nad Kněžnou-i járás)
Bystré település Csehországban, Rychnov nad Kněžnou-i járásban. Bystré Kounov, Bačetín, Ohnišov, Sněžné, Janov és Dobřany településekkel határos. Lakosainak száma 284 fő (2024. január 1.).

## Népesség
A település lakosságának változását az alábbi diagram mutatja:
| Lakosok száma | 448  | 557  | 433  | 399  | 252  | 216  | 259  | 265  | 264  | 284  |
|               | 1869 | 1890 | 1921 | 1950 | 1980 | 2001 | 2017 | 2019 | 2022 | 2024 |